# 蓍状亚菊
蓍状亚菊（学名：Ajania achilloides）为菊科亚菊属的植物。分布于蒙古以及中国大陆的内蒙古等地，生长于海拔1,050米的地区，多生于草原和荒漠草原，目前尚未由人工引种栽培。